# Kosta Koufos
Konstantine Demetrios Koufos, detto Kosta (in greco Κώστας Κουφός?; Canton, 24 febbraio 1989), è un cestista statunitense naturalizzato greco.

## Carriera
È stato selezionato dagli Utah Jazz al primo giro del Draft NBA 2008 (23ª scelta assoluta).
Con la Grecia ha disputato tre edizioni dei Campionati europei (2009, 2011, 2015).

## Palmarès
- McDonald's All-American Game (2007)
- Campione NIT (2008)
- MVP National Invitation Tournament (2008)